# Xie Yue
Xie Yue (25 giugno 1995) è una pallavolista cinese.
Gioca nel ruolo di schiacciatrice nello Shanghai Dong Hao Lansheng Nuzi Paiqiu Julebu.

## Carriera
la carriera di Xie Yue inizia nel settore giovanile dello Shanghai Sheng Paiqiu Dui, dove gioca dal 2007 al 2013. Nella stagione 2014-15 fa il suo esordio da professionista in Volleyball League A, quando viene promossa in prima squadra, raggiungendo la finale scudetto, persa contro il Bayi Nuzi Paiqiu Dui.